# Coreia do Sul nos Jogos Paralímpicos de Verão de 1988
Coreia do Sul participou dos Jogos Paralímpicos de Verão de 1988, que foram realizados na cidade de Seul, na Coreia do Sul, entre os dias 15 e 24 de outubro de 1988.
A equipe sul-coreana, com 227 integrantes, obteve 94 medalhas, das quais 40 de ouro, e terminou a participação na sétima posição no quadro de medalhas.